# KenKen
KenKen lub KEN-KEN – łamigłówka arytmetyczno-logiczna wynaleziona przez japońskiego nauczyciela Tetsuya Miyamoto. Nazwa wywodzi się od japońskich słów oznaczających mądry kwadrat. Po raz pierwszy szeroko opisana została w amerykańskim dzienniku New York Times 8 lutego 2009 roku.

## Zasady
Diagram łamigłówki KenKen może mieć wymiary od 3x3 do 9x9. W diagram wpisuje się cyfry od 1 do n, gdzie n jest rozmiarem diagramu; np. w diagramie o wymiarach 3x3 gra się cyframi od 1 do 3, a w diagramie 9x9 cyframi od 1 do 9. Wewnątrz diagram podzielony jest pogrubionym obramowaniem na tzw. klatki. Każda z klatek ma przypisane działanie arytmetyczne, cyfry wewnątrz klatki muszą spełniać to działanie. Cyfry mogą powtarzać się wewnątrz klatki, ale nie mogą powtarzać się w tych samych kolumnach i wierszach diagramu.

## Przykład diagramu 6x6

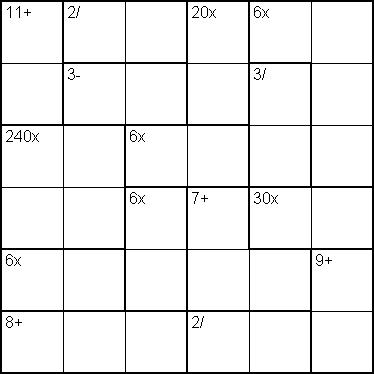
Przykład łamigłówki KenKen

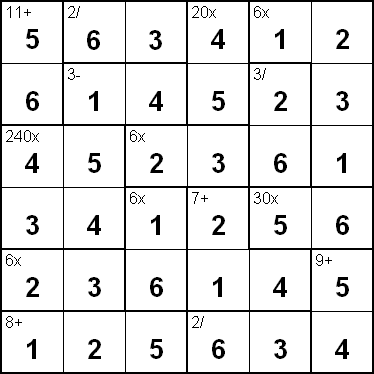
Rozwiązanie powyższego przykładu

Celem gry jest wypełnienie diagramu o rozmiarach 6x6 cyframi od 1 do 6 tak, aby:
- Cyfry w klatce w ramach wskazanego działania dawały wynik opisany w górnym rogu klatki. Cyfry mogą powtarzać się w obrębie klatki
- Każdy rząd i kolumna może zawierać tylko jedną cyfrę od 1 do 6

W przestawionym przykładzie:
- 11+ w pierwszej kolumnie; wynik dodawania do 11 dają jedynie cyfry "5,6"
- 2÷ w górnym rzędzie; dzielenie przez 2 możliwe jest jedynie na parach cyfr: "2,1", "4,2" lub "6,3"
- 20x; wynik mnożenia 20, dają jedynie cyfry "4,5".
- 6x (w górnym rzędzie) klatka z czterema kratkami; cztery cyfry których wynik mnożenia to 6, to jedynie kombinacja cyfr "1,1,2,3". W górnym rzędzie i piątej kolumnie, możemy wpisać "1" - ponieważ mamy dwie "1", i wiemy, że nie mogą pojawić się razem w tej samej ostatniej kolumnie.
- 240x można uzyskać z kombinacji "6,5,4,2" lub "3,5,4,4". W obydwu przypadkach kombinacja zawiera cyfrę "5", pozostaje umieścić ją w odpowiedniej kratce, ponieważ para "5,6" występuje już w pierwszej kolumnie, stąd wniosek że para "4,5" trafi do drugiej kolumny klatki.
- itd.

## Odmiany KenKen
Bardziej skomplikowane łamigłówki KenKen wymagają od gracza odnalezienia cyfr oraz ustalenia działania na tych cyfrach w ramach klatki: dodawania, odejmowania, mnożenia lub dzielenia.